# Oluniké Adeliyi
Oluniké Adeliyi (Brampton, Ontario, 5 de enero de 1977) es una actriz canadiense con ascendencia nigeriana y jamaicana. Apareció en la película de horror de 2010 Saw 3D e interpretó el papel de Leah Kerns en la serie de televisión Flashpoint.

## Carrera
Después de graduarse de la escuela secundaria, asistió a la Academia Estadounidense de Arte Dramático en la ciudad de Nueva York y desde entonces ha actuado en teatros de todo Canadá y Estados Unidos interpretando papeles principales en obras como Blue Window, A Midsummer Night Dream, Children's Hour, Jitney y The Shadow Box.
Uno de sus primeros papeles cinematográficos fue una actuación menor en la película John Q; en el set, conoció a Denzel Washington, quien asegura que la "inspiró" a seguir actuando. En 2009 protagonizó la serie de televisión canadiense Flashpoint. En 2014, Adeliyi fue apodada "la primera Lady MacBeth jamaiquina y nigeriana" cuando interpretó el papel en el Sterling Theatre de Toronto. En 2018 recibió una nominación al premio Screen Award canadiense a la Mejor Actriz de Reparto en la 6° edición de dichos premios, por su papel en la película Boost.

## Filmografía

### Cine y televisión
| Año  | Título                   | Rol                        | Notas                                  |
| ---- | ------------------------ | -------------------------- | -------------------------------------- |
| 2002 | John Q                   |                            |                                        |
| 2002 | Undercover Brother       |                            |                                        |
| 2003 | DoUlike2watch.com        | Charisma                   |                                        |
| 2003 | Blue Murder              |                            | Episodio: "Ambush"                     |
| 2004 | New York Minute          |                            |                                        |
| 2008 | The Border               | Aide                       | Episodio: "Going Dark"                 |
| 2009 | Flashpoint               | Leah Kerns                 | 18 episodios                           |
| 2010 | Two Cities               | Mpumi                      |                                        |
| 2010 | Saw 3D                   | Sidney                     |                                        |
| 2010 | Book Club                | Pattie                     |                                        |
| 2011 | Who Is Simon Miller?     | Jasmine                    |                                        |
| 2011 | Combat Hospital          | Yolanda Cullerne           | Episodio: "Brothers in Arms"           |
| 2011 | French Immersion         | Aretha                     |                                        |
| 2011 | Half Way Home            | (voz)                      | Corto                                  |
| 2012 | Being Human              | Cecilia                    | 3 episodios                            |
| 2012 | The Listener             | Rebecca Kalb               | Episodio: "Poisoned Minds"             |
| 2012 | Three Days in Havana     | Night                      |                                        |
| 2013 | Cracked                  | Solange Oowuszhu           | Faces                                  |
| 2015 | Saving Hope              | Tammy "Armageddon" Jenkins | The Parent Trap                        |
| 2015 | Lost Girl                | Suri Middleton             | Episodio: "Like Father, Like Daughter" |
| 2015 | A Christmas Horror Story | Kim Peters                 |                                        |
| 2017 | Boost                    |                            |                                        |
| 2019 | She Never Died           | Lacey                      |                                        |
| 2019 | American Gods            | Madre de Shadow            | Serie de televisión                    |
| 2020 | Coroner                  | Noor Armias                | 7 episodios                            |
| 2020 | Akilla's Escape          |                            |                                        |
| 2020 | The Expanse              | Karal                      | 8 episodios                            |
| 2021 | Cinema of Sleep          | Omoni                      |                                        |
| 2022 | The Porter               | Queenie                    | Serie de televisión                    |
| 2024 | Backspot                 | TBA                        |                                        |